# Culex pusillus
Culex pusillus é um espécie de mosquito do género Culex, pertencente à família Culicidae.